# Bocskor
A bocskor egyetlen darabból szabott talpú és felső részű, sarkatlan, elől kerek vagy hegyes orrú, bőrszíjjal (bocskorszíjjal) felköthető könnyű lábbeli.

## Jellemzői
Alig több egy felhajtott szélű talpnál, csak az orra fedi a lábujjakat. A talpat, a talp széleit és a lábujjakat védi. Belé fűzött bőrszíjjal erősítik a lábhoz. Bocskort készítettek szőrösen hagyott, kikészítetlen bőrből, illetve az első világháború után használaton kívüli csizmák bőréből is. A bocskor a formáját tekintve lehetett egylábas, azaz akármelyik lábra felhúzható, illetve féllábas (a Felső-Tisza vidékén),vagyis itt a jobb és bal láb szerint külön formájú.

## A szó eredete
A szó eredete ismeretlen; az első említése az 1395 körüli Besztercei Szójegyzék másolatában fordul elő.

## Története
A 17. században még a főurak is általánosan viselték. Különösen az erdélyi román parasztság közt illetve a Balkánon általánosan elterjedt. A krassovánok – a románoktól eltérően – saját készítésű bocskorukat nem csavarták fel teljes hosszúságában a lábszárukra, hanem a vége lifegett.
Formája szerint lehetett egylábas illetve kétlábas, attól függően, hogy bármelyik lábon viselhető volt. 
A bocskor viselete a 19. század közepétől a magyarság körében rohamosan háttérbe szorult. Viselése egyre inkább a szegénység jelképévé vált, illetve meghatározott munkaalkalmakra (mint pl. az aratás) korlátozódott.

## A bocskor szó magyar közmondásokban illetve népdalokban
A bocskor szó számos közmondásban, szólásban szerepel. Találós kérdésekben és tréfás mondásokban is helyet kap néha. Népdalok szövegében is előfordul, pl. "Megismerni a kanászt ékes járásárul/ Űzött, fűzött bocskorárul." 

## Képgaléria

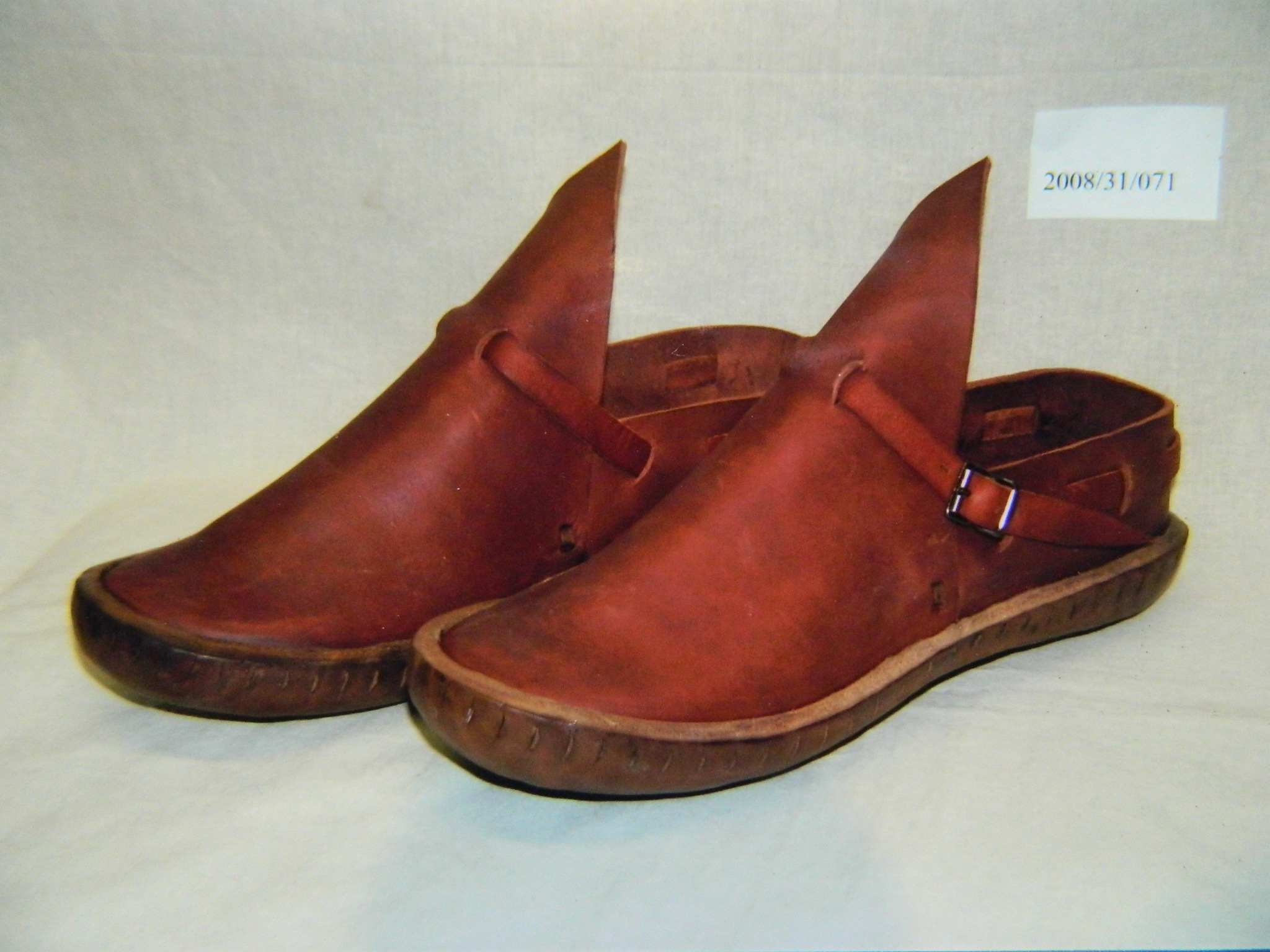
Bácskai bocskor
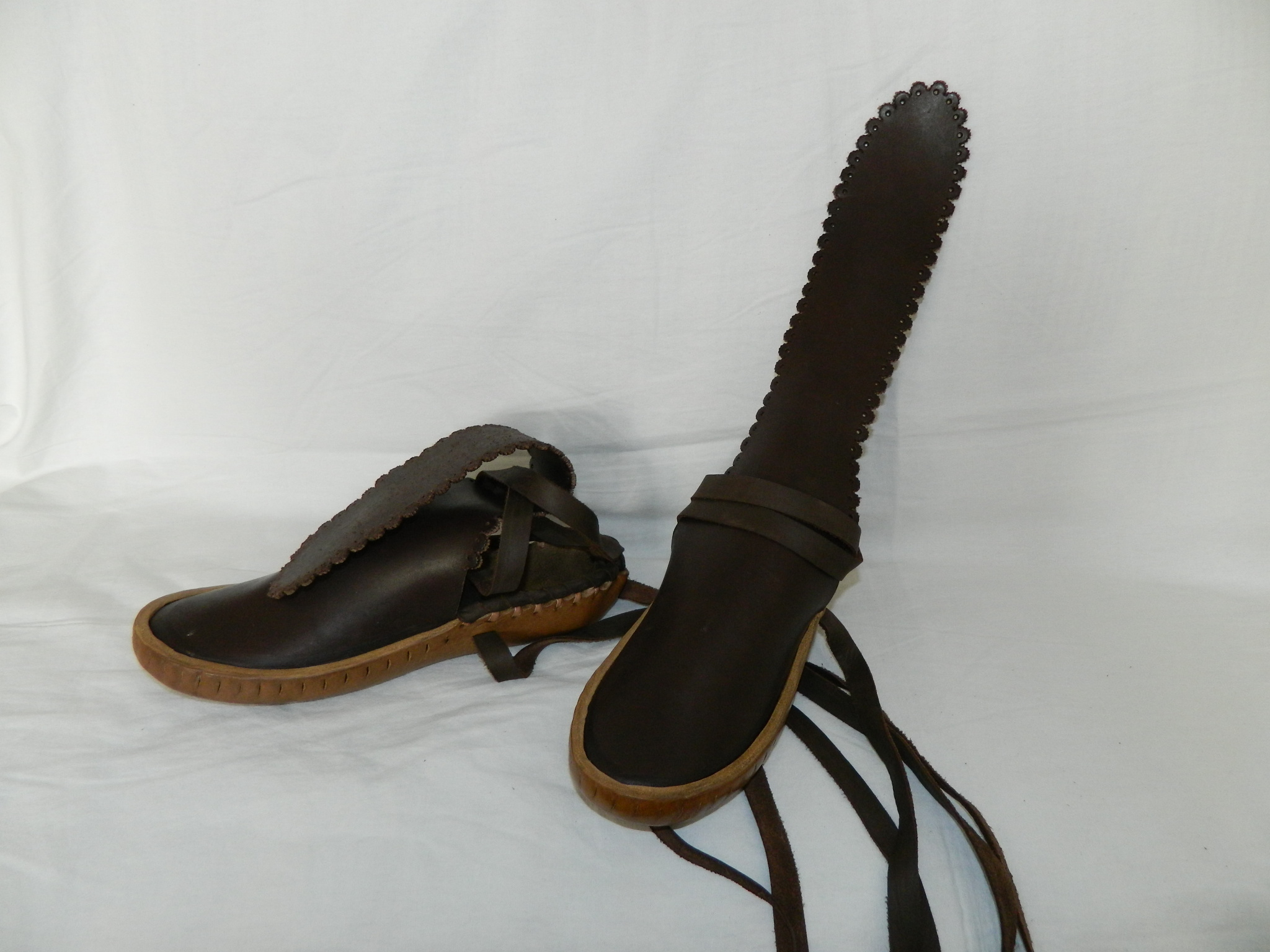
Mohácsi sokác bocskor
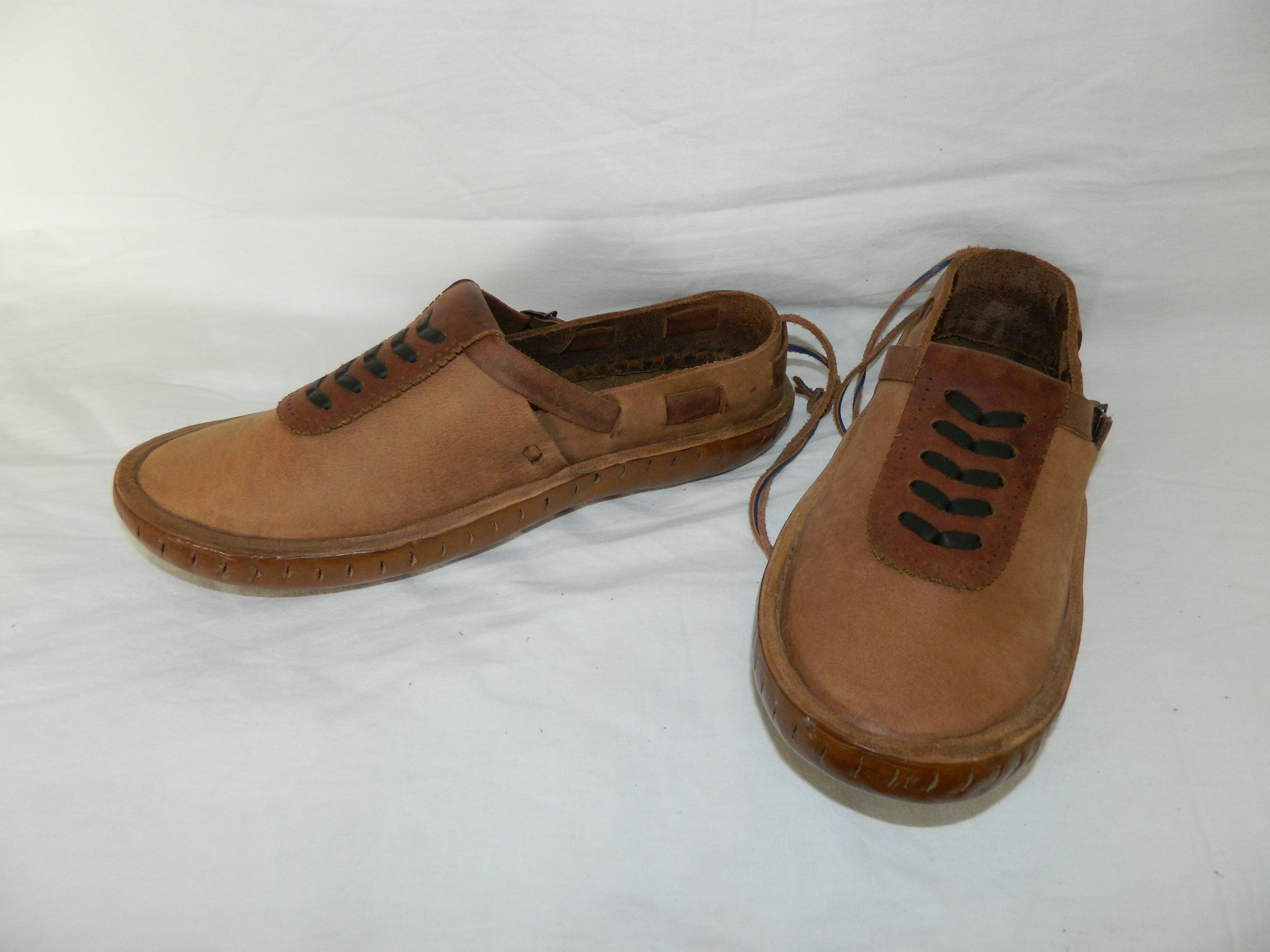
Bánáti szerb bocskor